# Cartas de amor
Cartas de amor é uma telenovela mexicana, produzida pela Televisa e exibida em 1960 pelo Telesistema Mexicano.

## Elenco
- Ernesto Alonso
- Angélica María
- Sergio Bustamante